# Eoscarta borneensis
Eoscarta borneensis är en insektsart som beskrevs av Victor Lallemand 1949. Eoscarta borneensis ingår i släktet Eoscarta och familjen spottstritar. Inga underarter finns listade i Catalogue of Life.